# Antonio Giménez Pericás
Antonio Giménez Pericás (Valencia, 1930 - Bilbao, 19 de junio de 2004) fue un periodista, político, jurista y magistrado español, fundador de Jueces para la Democracia y miembro del Foro de Ermua.

## Biografía
Giménez Pericás estudió Derecho en la Universidad de Madrid y Periodismo en la Escuela Oficial. Al final de su formación jurídica se especializó en derecho penal e historia del derecho. Durante su etapa en la universidad comenzó a relacionarse con los movimientos de oposición al franquismo. Se estableció en Bilbao, residiendo la mayor parte del tiempo que estuvo en España en el País Vasco. Trabajó como periodista en diversas publicaciones en Madrid y Bilbao, fue crítico de arte y abogado laboralista. En las jornadas de huelga de 1962 en Vizcaya, fue procesado y condenado a diez años de prisión. en el penal de Burgos Durante el consejo de guerra, donde compartió banquillo de los acusados junto a otros destacados opositores como Agustín Ibarrola o Enrique Múgica, públicamente solicitó su ingreso en el Partido Comunista (PCE).
A su salida de prisión se exilió un tiempo en Alemania, donde continuó su formación en historia del derecho al tiempo que trabajó como camionero. Al regresar a España siguió con su trabajo como periodista y laboralista, pero después de que en un consejo de ministros se le prohibiera el ejercicio del periodismo, abrió un despacho como penalista coincidiendo con la extensión de los Tribunales de Orden Público (TOP). Ya aprobada la Constitución de 1978 y finalizada la dictadura, la reforma de la judicatura le permitió acceder a un puesto de juez por el conocido "cuarto turno", es decir, el reservado para juristas con más de diez años de ejercicio profesional y reconocida competencia. Fue juez en San Sebastián y alcanzó la magistratura en la Audiencia Provincial de Vizcaya.
Fue autor de numerosos estudios y artículos especializados en derecho penal y penitenciario. Además, escribió Burgos, prisión central (París, 1965), un libro que recorre su estancia en el penal, con la colaboración de Rafael Alberti, Agustín Ibarrola y María Teresa León.